# Blavozy
Blavozy là một xã thuộc tỉnh Haute-Loire nam trung bộ nước Pháp. Xã Blavozy nằm ở khu vực có độ cao trung bình 690 mét trên mực nước biển.